# ديفيد ماغوان
ديفيد ماغوان (بالإنجليزية: David Magowan)‏ (4 أكتوبر 1983 في المملكة المتحدة - ) هو لاعب كرة قدم بريطاني في مركز الدفاع. لعب مع غلينتوران ونادي كروسيدرز وComber Recreation F.C. ‏ ونادي بانغور.

## وصلات خارجية
- ديفيد ماغوان على موقع قاعدة بيانات كرة القدم.إي يو (الإنجليزية)